# Galisteo (Cáceres)

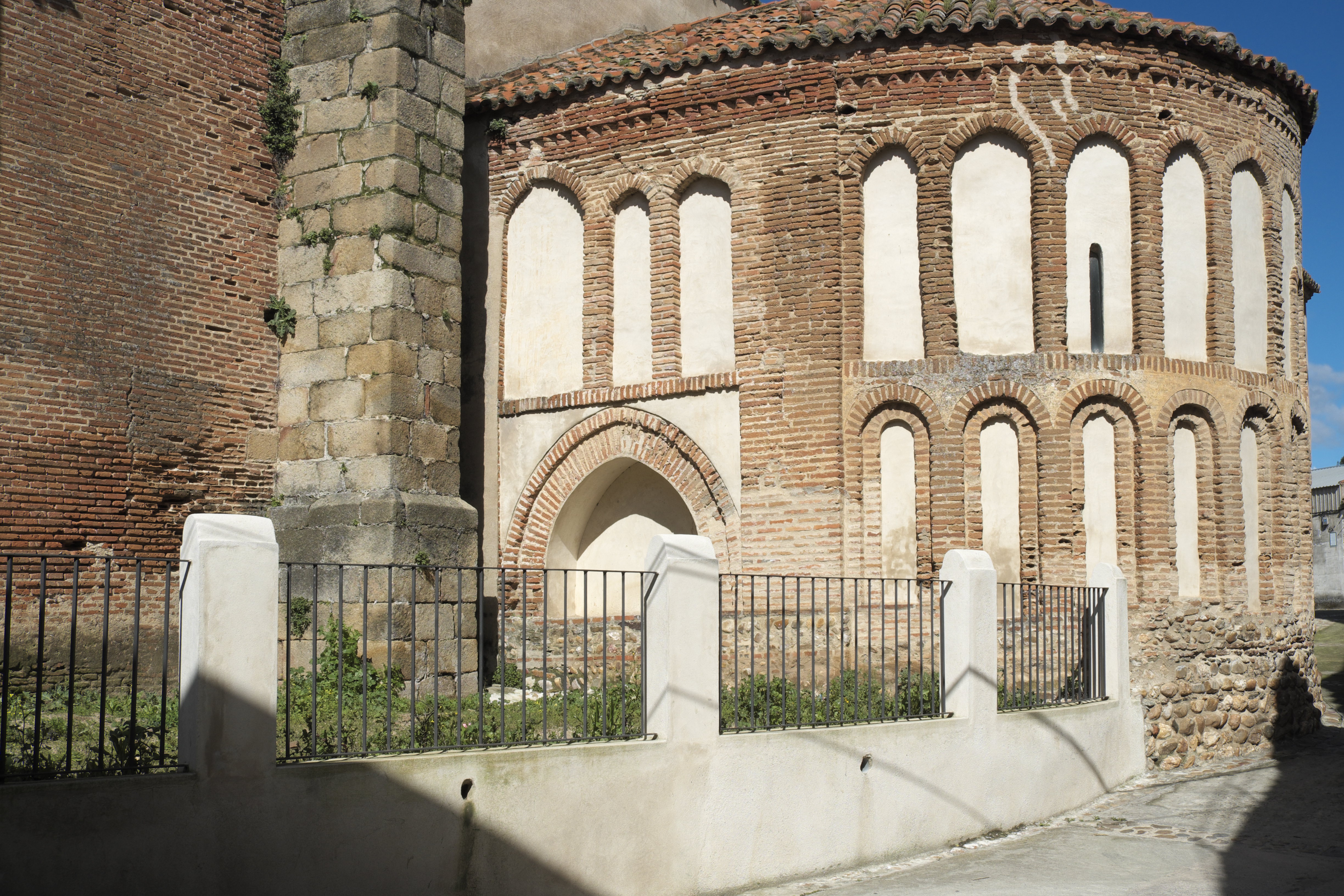
Mudéjar-Chor der Kirche Nuestra Señora de la Asunción

Galisteo ist ein südwestspanischer Ort und eine Gemeinde mit 835 Einwohnern (Stand: 2024) in der Provinz Cáceres in der Autonomen Region Extremadura. Der Ort besitzt noch seine mittelalterliche Stadtmauer und wurde im Jahr 1996 als Kulturgut (Bien de Interés Cultural) anerkannt. Er wird manchmal als Teil der Via de la Plata angesehen.

## Lage und Klima
Der Ort Galisto liegt am Río Jerte kurz vor dessen Einmündung in den Río Alagón etwa 23 km (Fahrtstrecke) südwestlich der Stadt Plasencia bzw. ca. 26 km östlich der Bischofsstadt Coria im Grenzgebiet zu Portugal in einer Höhe von ca. 345 m; die Provinzhauptstadt Cáceres ist etwa 90 km in südlicher Richtung entfernt. Das Klima ist gemäßigt bis warm; Regen (ca. 785 mm/Jahr) fällt überwiegend im Winterhalbjahr.

## Bevölkerungsentwicklung
| Jahr      | 1857  | 1900  | 1950  | 2000  | 2021 |
| Einwohner | 1.052 | 1.064 | 1.426 | 1.985 | 902  |

Die Mechanisierung der Landwirtschaft sowie die Aufgabe bäuerlicher Kleinbetriebe haben sich in Bezug auf die Einwohnerzahl der Gemeinde kaum ausgewirkt. Die Loslösung des ehemaligen Ortsteils Alagón del Río mit seinen etwa 900 Einwohnern im Jahr 2009 hat jedoch zu einem deutlichen Rückgang der Einwohnerzahl geführt.

## Wirtschaft
Das Gemeindegebiet besteht größtenteils aus landwirtschaftlich genutzten Flächen, auf denen Ackerbau aber auch Viehzucht betrieben wird.

## Geschichte
Im umstrittenen Grenzgebiet zu Portugal hatte Galisteo eine besondere militär-strategische Bedeutung. Die erste urkundliche Erwähnung des Ortsnamens stammt aus dem Jahr 1217. König Alfons IX. von León gab den Ort zunächst in die Hände des Calatravaordens, doch  sein Enkel Alfons X. behandelte ihn als Familienbesitz und übergab ihn seinem erstgeborenen Sohn Ferdinand de la Cerda, der jedoch bereits im Alter von 20 Jahren verstarb. Im Jahr 1451 wird sogar eine Grafschaft (condado) Galisteo genannt, die im Jahr 1631 zum Herzogtum (ducado) erhoben wird.

## Sehenswürdigkeiten
- Die ca. 3 m dicke und 11 m hohe Stadtmauer stammt ursprünglich aus almohadischer Zeit und bestand aus Stampflehm, doch wurde sie in christlicher Zeit mit faustgroßen Kieselsteinen verkleidet.
- Der im 14. Jahrhundert restaurierte Torre de la Picota, das Wahrzeichen der Stadt, gehörte einst zur maurischen Festung (alcázar).
- Die im 16. Jahrhundert modernisierte Kirche Nuestra Señora de la Asunción besitzt noch eine schöne mittelalterliche Apsis im Mudéjar-Stil.
- Die Brücke Puente de Manrique de Lara ist ein Bau aus der Mitte des 16. Jahrhunderts.[5]